# Jolien Wittock
Jolien Wittock (Sint-Niklaas, 22 februari 1990) is een Belgisch voormalig volleybalster.

## Levensloop
Wittock begon haar volleybalcarrière bij VC Sint-Gillis-Waas en vervolgens VC Waasland In 2005 sloot ze aan bij Bell’s Temse en later bij Asterix Kieldrecht. Met deze club won ze in 2008 zowel de landstitel als de Beker van België. Ook werd ze als speelster van deze club in 2008 verkozen tot 'Speelster van het Jaar.
Vervolgens maakte Wittock de overstap naar het Tsjechische VK Prostějov, waarmee ze eveneens landskampioen en bekerwinnaar werd. Hierop aansluitend was ze van 2009 tot 2011 actief bij de Italiaanse Serie A2-club Infotel Forlì. In 2011 keerde ze terug naar de Belgische competitie en sloot ze aan bij haar oude club Asterix Kieldrecht. In 2012 won ze met Asterix de Supercup en werd ze een tweede maal landskampioen. Vervolgens kwam ze uit voor Datovoc Tongeren, VC Oudegem en Hermes Oostende. Ze sloot haar carrière in 2019  af bij Datovoc Tongeren.
Daarnaast was Wittock actief bij de Belgische nationale ploeg. Met de Belgische equipe nam ze onder meer deel aan het Europese kampioenschappen van 2007 en 2009.
Na haar spelerscarrière was ze actief als coach bij KVC Maasmechelen, VDK Gent, VC Heist-Herenthout en Wevoc Wellen.